# Akassato
Akassato ist ein Arrondissement im Departement Atlantique in Benin. Es ist eine Verwaltungseinheit, die der Gerichtsbarkeit der Kommune Abomey-Calavi untersteht. Gemäß der Volkszählung von 2013 hatte Akassato 61.262 Einwohner, davon waren 29.968 männlich und 31.294 weiblich.